# Chelonus xanthozona
Chelonus xanthozona är en stekelart som beskrevs av Alexeev 1971. Chelonus xanthozona ingår i släktet Chelonus och familjen bracksteklar. Inga underarter finns listade i Catalogue of Life.